# Палеохора (Иматија)
Палеохора (грч. Παλαιόχωρα) је насељено место у општини Александрија у периферији Средишња Македонија, Грчка. Према попису из 2021. године било је 337 становника.
Насеље је 1913. године имало 103 житеља Грка. После 1922. године насељено је 16 грчких избегличких породица, укупно 51 особе. На попису из 1928. године Палеохора је имала 181 становника.